# Hunsberge
Die Hunsberge (selten englisch Huns Mountains) sind ein Gebirge in der Region ǁKharasKlicklaut im Süden Namibias. Ihre höchste Erhebung ist 1636 Meter über dem Meeresspiegel hoch.
Am Rande der Hunsberge befindet sich mit dem Fischfluss-Canyon der zweitgrößte Canyon der Erde. Zudem ist das Gebiet für die Heißen Quellen von ǀAi-ǀAis und die Apollo-11-Höhle bekannt.
Die Hunsberge sind seit 1988 Teil eines Nationalparks, dem heutigen ǀAi-ǀAis Richtersveld Transfrontier Park.